# Siège d'Andrinople (1912-1913)
Pour les articles homonymes, voir Bataille d'Andrinople.
Première guerre balkanique
La bataille d'Andrinople, aussi connue comme le siège d'Andrinople ou le siège d'Edirne (bulgare : Битка при Одрин, serbe : Bitka za Jedrene, turc : Edirne Kuşatması) s'est déroulée durant la première guerre balkanique, entre la mi-novembre 1912 et le 26 mars 1913.

## La bataille
Elle s'achève par la prise d'Andrinople par la IIe armée bulgare.

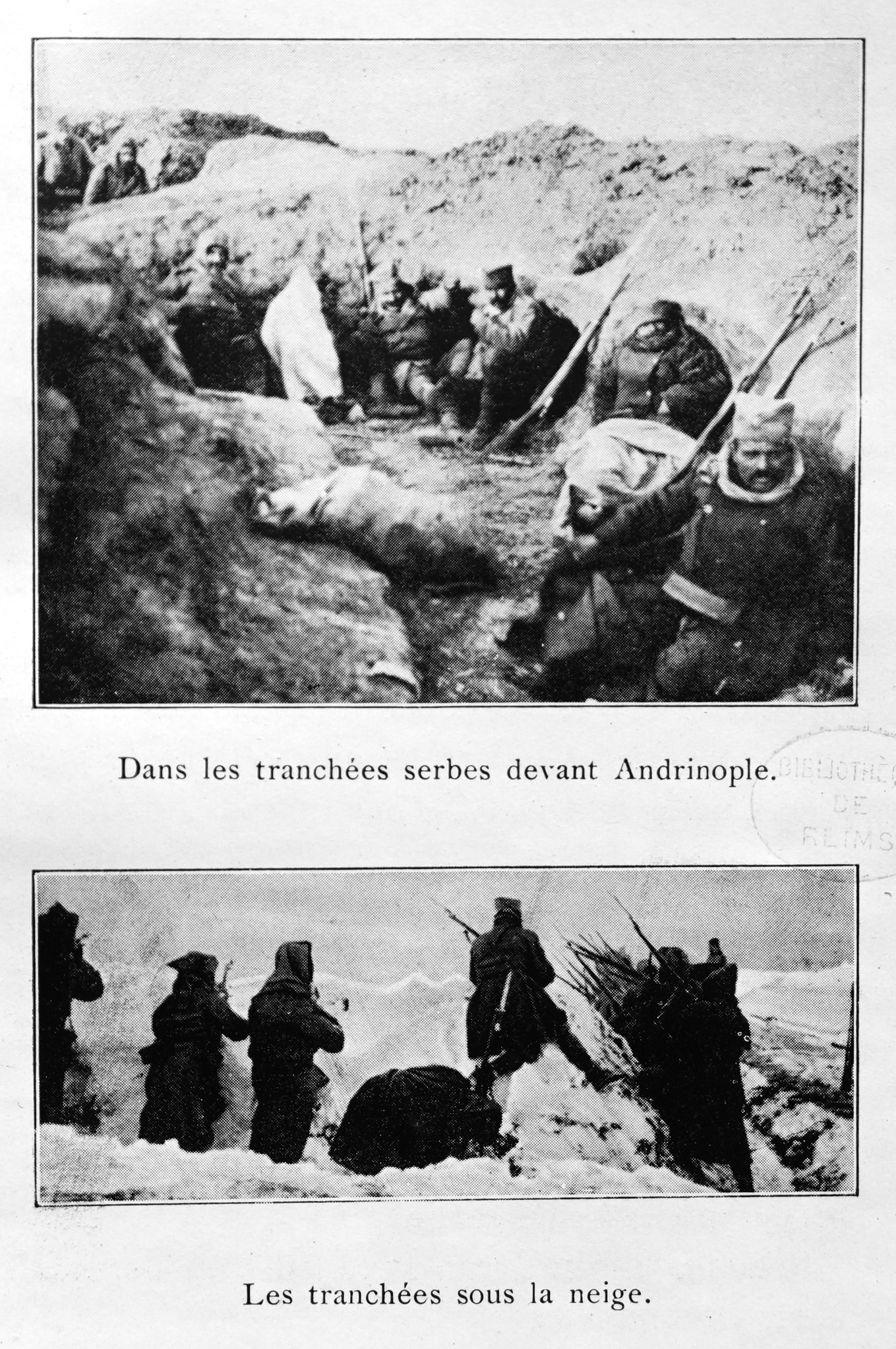
L'armée serbe lors du siège.
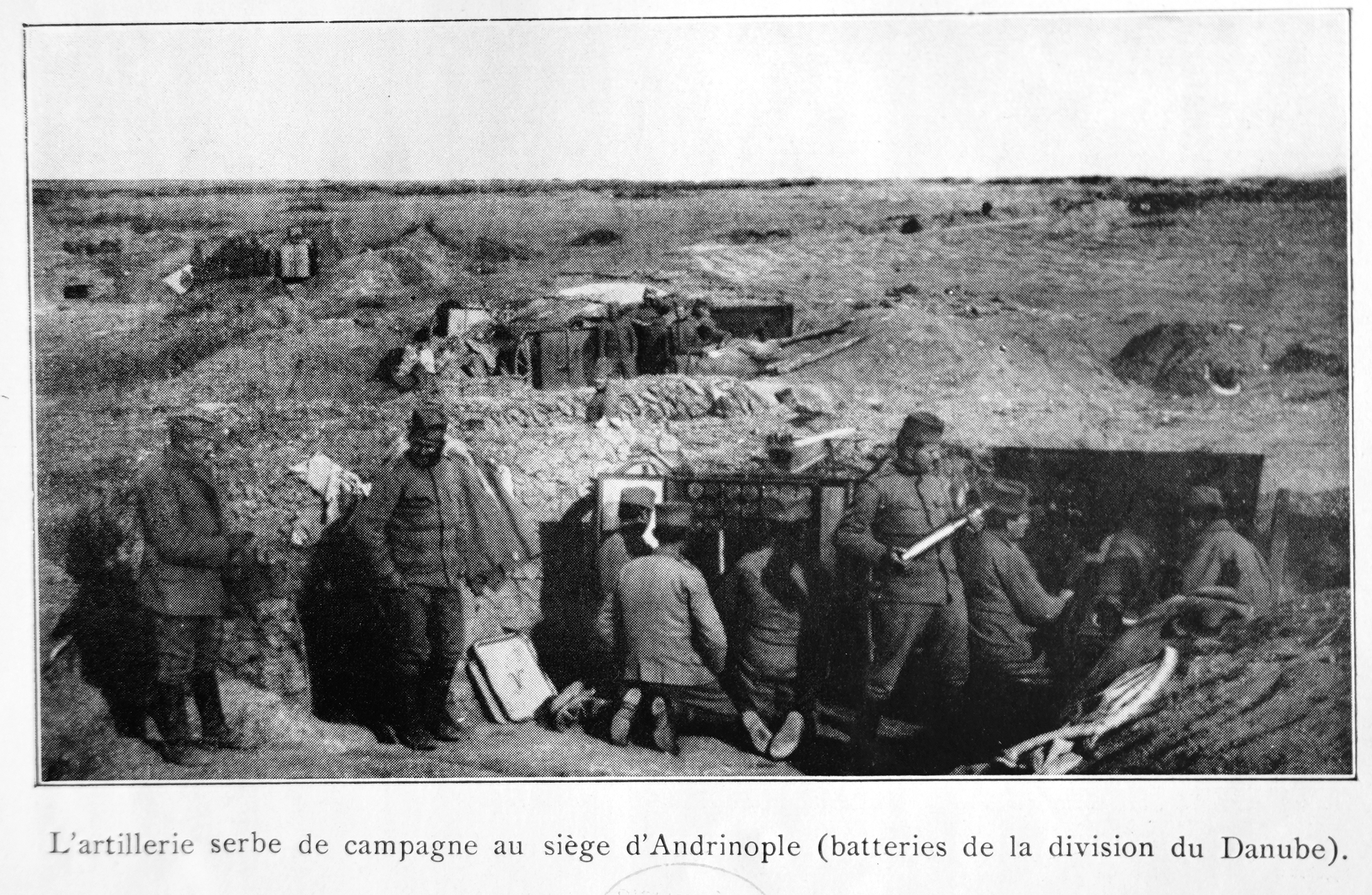
L'artillerie serbe pour bombarder la ville.
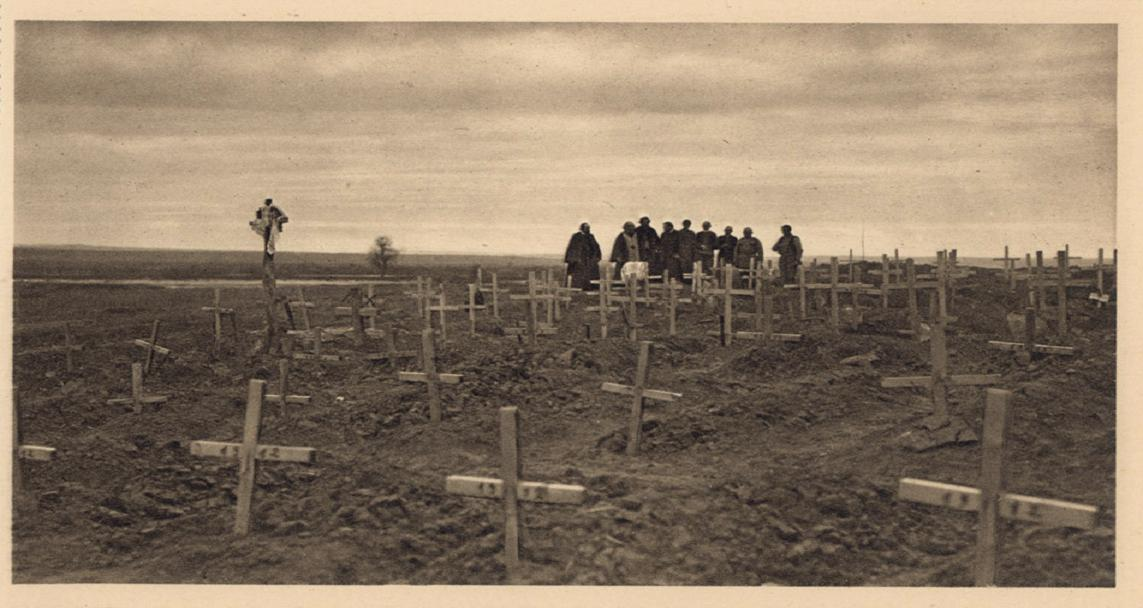
Cimetière Serbe.
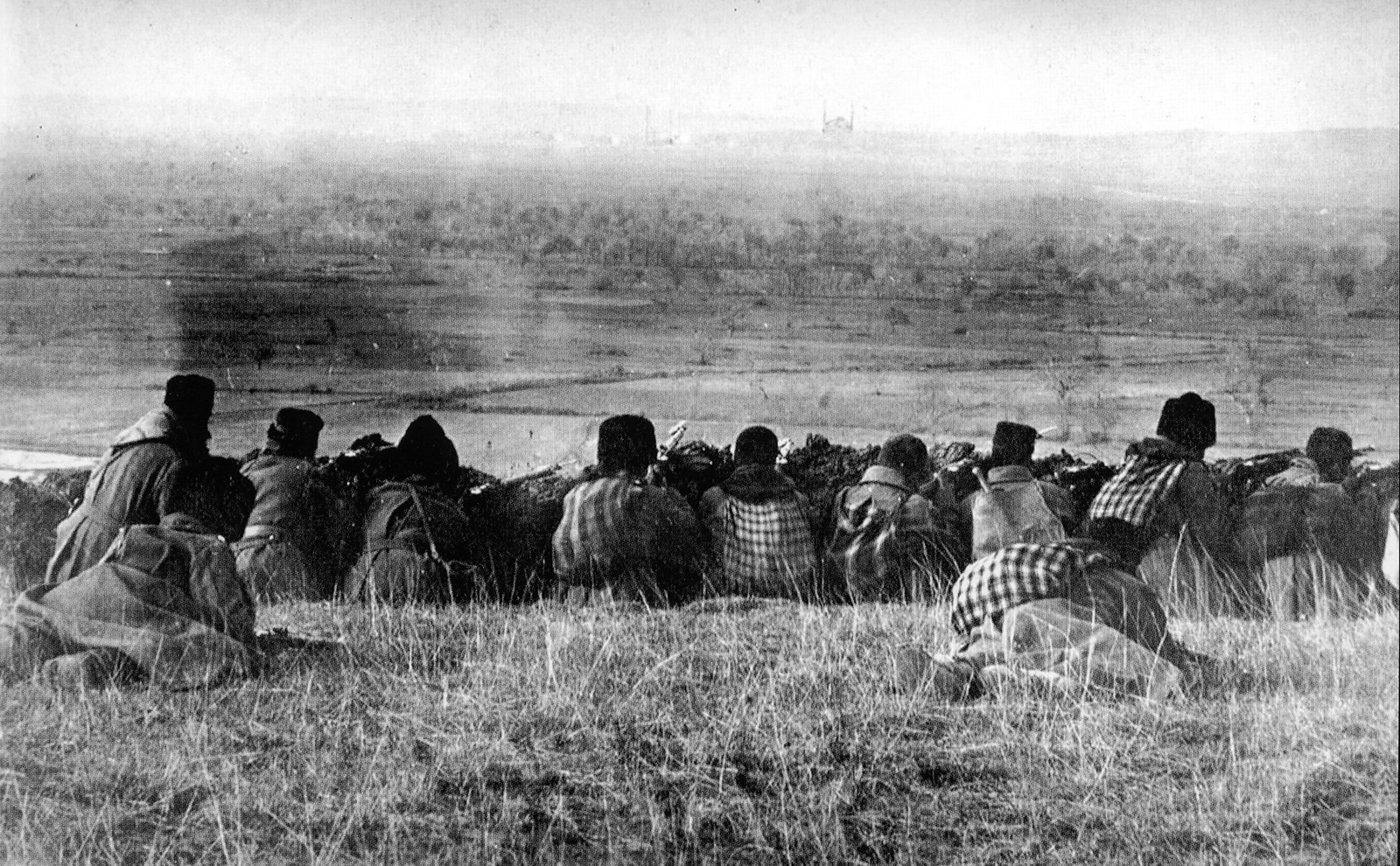
Troupe bulgare
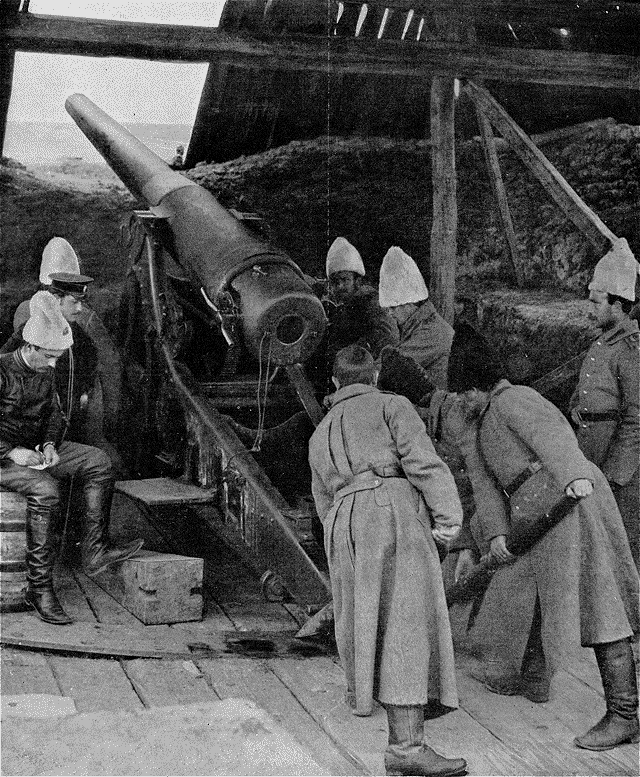
et son artillerie.

La prise de la ville fut considérée comme un important succès militaire car la ville, qui avait été fortifiée par des experts allemands, était réputée imprenable. L'armée bulgare ne prit la forteresse qu'après 5 mois de siège et deux attaques de nuit.

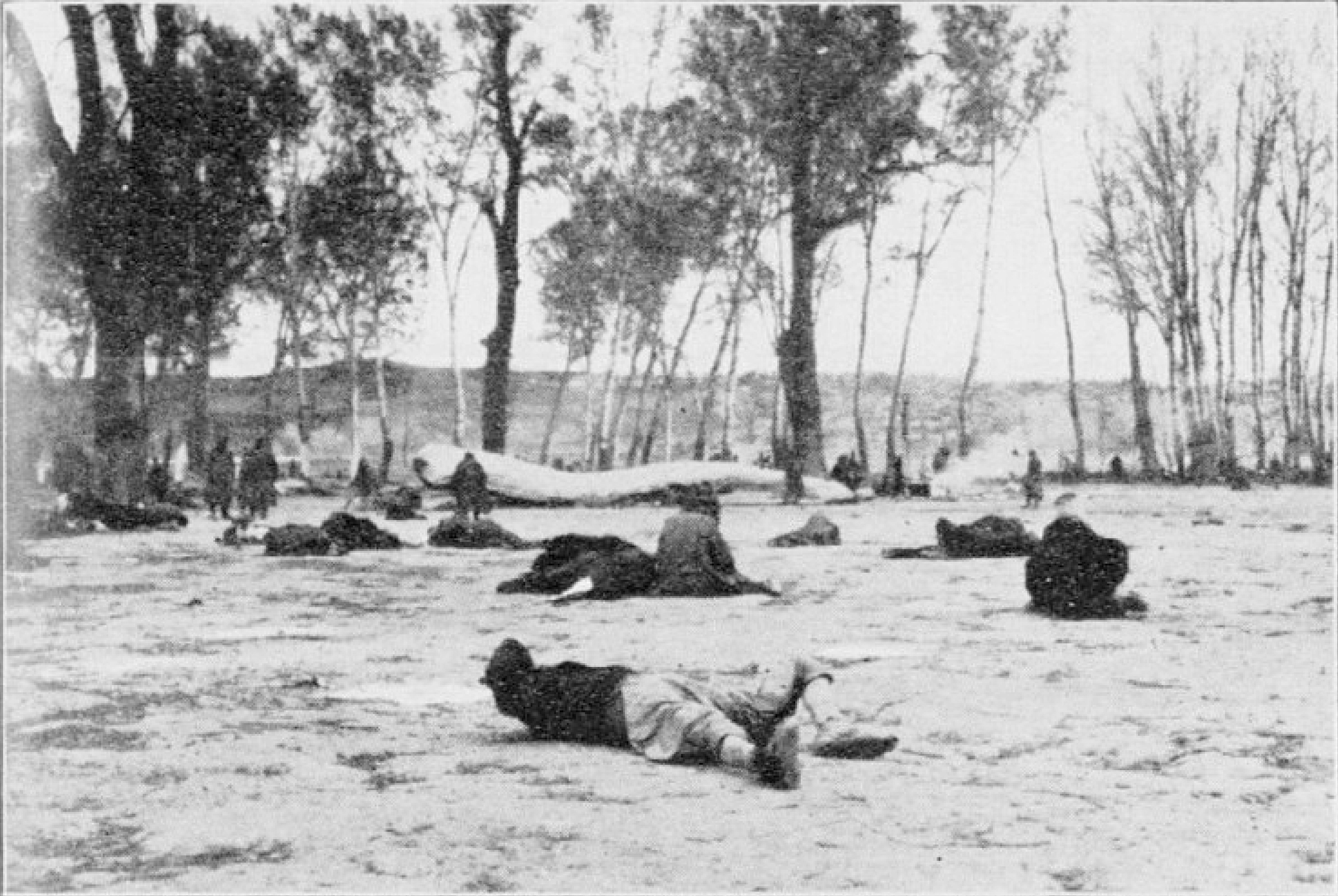
Victimes du choléra.
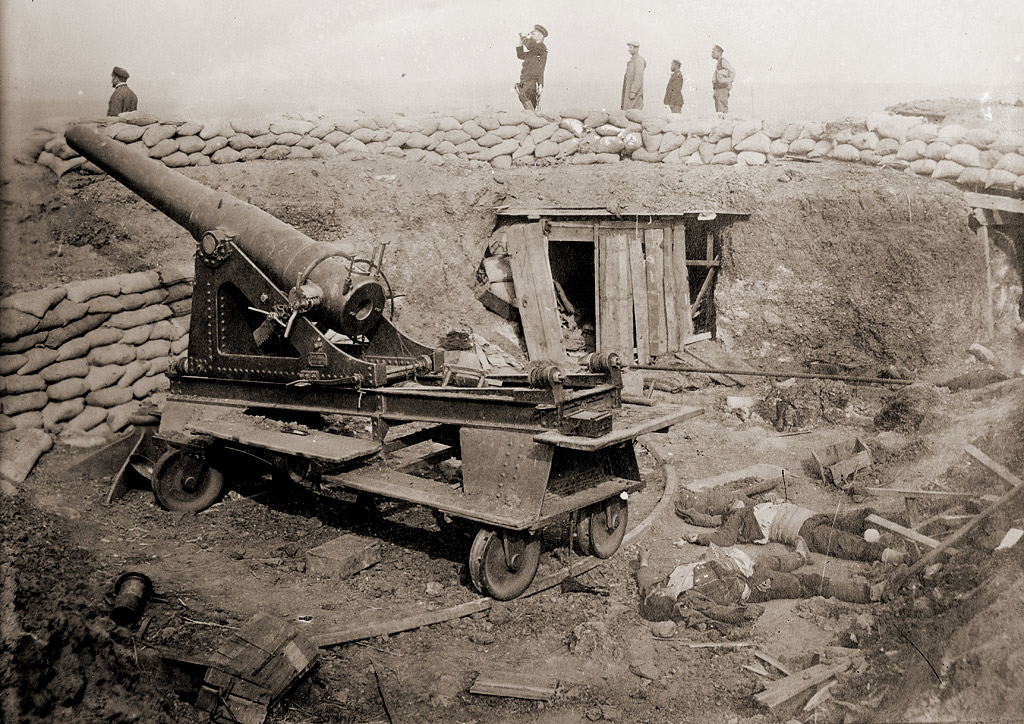
L'artillerie turque.

Le commandement des assiégeants est assuré par le général Nikola Ivanov (en), et le général Georgi Vazov (en), le frère de l'écrivain Ivan Vazov et du général Vladimir Vazov commande les forces bulgares du secteur oriental.

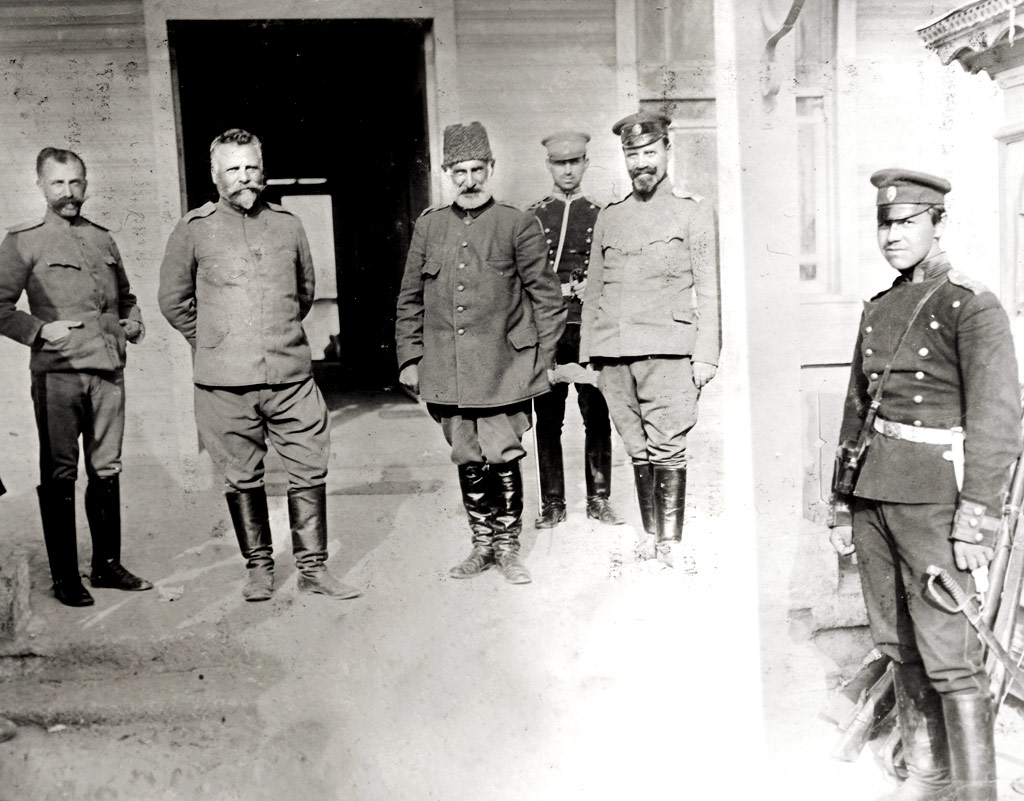
Shukri Pacha, Georgi Vazov, Ival Valkov, Simeon Dobrevski.